# Holdenstedt
Holdenstedt è un ex comune tedesco di 734 abitanti, situato nel land della Sassonia-Anhalt. Dal 1º gennaio 2010 Holdenstedt, insieme ai comuni di Beyernaumburg, Emseloh,  Liedersdorf, Mittelhausen, Niederröblingen, Nienstedt, Pölsfeld, Sotterhausen e Wolferstedt, è stato incorporato come frazione nella città di Allstedt.